# 重庆两江国际影视城
29°41′15″N 106°49′11″E / 29.6875°N 106.8196°E

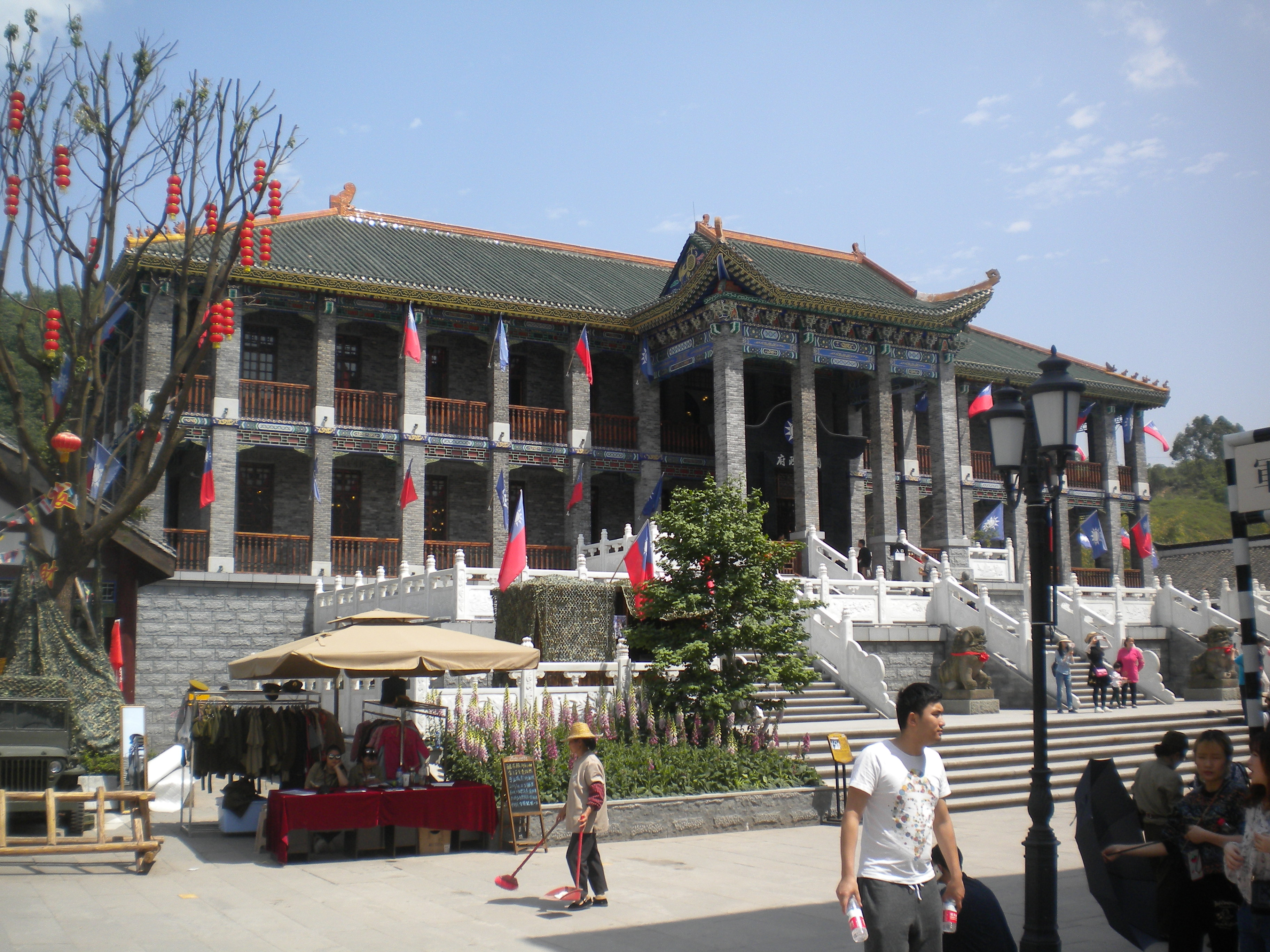
两江影视城内仿建的重庆国民政府大楼

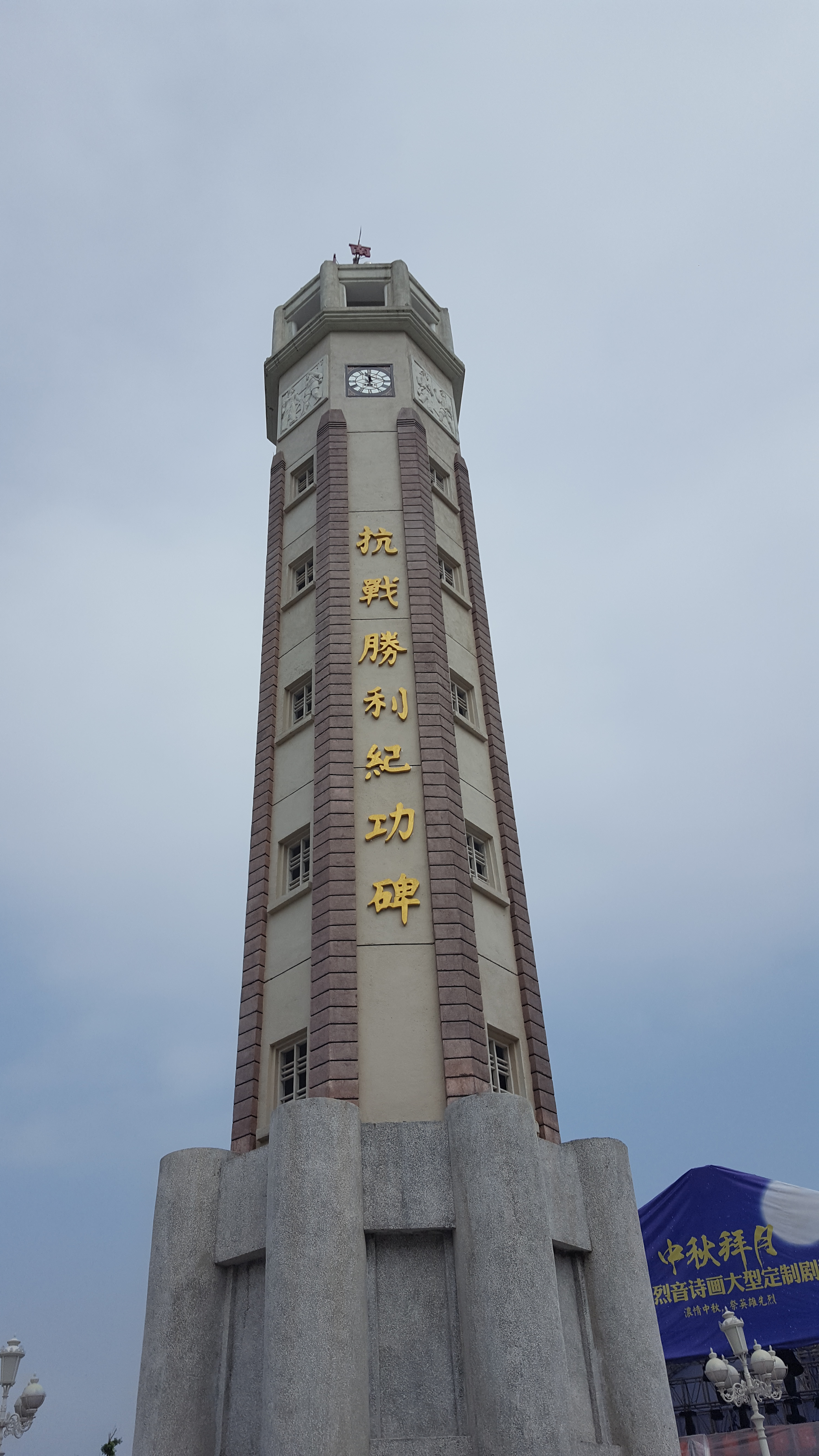
两江影视城内仿造的抗战胜利纪功碑

重庆两江国际影视城是中華人民共和國重慶市渝北区龙兴镇的一個影視拍攝基地，又稱民國街，內部建築仿照中華民國大陸時期的房屋而建。該影視基地是2012年为籌拍電影《一九四二》而建造。此後模仿抗战胜利纪功碑、群林市场、亨达利钟表行、邹容路、民权路、吊脚楼、水码头、老城门、飞虎队俱乐部、国泰戏院、国民政府大楼、银行同业公会、苏联大使馆、《新华日报》营业部、中英联络处、杜月笙公馆等200多栋的重慶陪都時期的建築和街區陸續建成。2015年，两江国际影视城扩建，2017年擴建完成並再次對外開放。2017年底獲得国家AAAA级旅游景区的稱號。

## 外部連結
- 官方网站